# Pomatocalpa simalurense
Pomatocalpa simalurense är en orkidéart som beskrevs av Johannes Jacobus Smith. Pomatocalpa simalurense ingår i släktet Pomatocalpa och familjen orkidéer. Inga underarter finns listade i Catalogue of Life.